# مواطن ومخبر وحرامي (فلم)
مواطن ومخبر وحرامي فيلم مصري من إخراج داود عبد السيد وبطولة خالد أبو النجا وهند صبري وصلاح عبد الله الذي حصل على أول جائزة على دوره الفيلم لأول مرة في حياته كما قال في برنامج الشقة.

## قصة الفيلم
يبدأ الفيلم بعد سرقة سيارة «سليم» من أمام منزله وذهابه لتحرير محضر بالسرقة، فيتعرف عليه أحد المخبرين هناك ويرحب به ويسأله عن أحواله فيتضح أنه كان يراقبه عندما كان طالبا بالجامعة، ويعرف منه بسرقة العربة فيعثر عليها، فتنشأ بينهما صداقة، يحضر المخبر لسليم«حياة» الشغالة لتخدمه فتنشأ بينهما قصة حب، ونكتشف أن «حياة» على علاقة ب«شريف المرجوشى» الحرامي، و «سليم» على علاقة ب «مديحة»، تنتظر «حياة» انتهاء مدة حبس «المرجوشى» فتسرق شقة «سليم» فيعيدها المخبر بالمسروقات، ولكن «سليم» لا يجد روايته التي انتهى من كتابتها، فتخبره «حياة» بأن روايته مع «المرجوشى» المطرب الشعبي صاحب الفلسفة وأنه يريد أن يراه، فيذهب إليه ويأخذها منه فيسرقها «المرجوشى» مرة أخرى، فيضطر «سليم» أن يفقأعينه بعد أن قام«المرجوشى» بحرقها أمامه، لكن سليم يشعر بالندم فيتشاركا في دار نشر كبيرة ويصدر سليم أولى روايته، ويطرحا في الأسواق أول شريط كاسيت للمرجوشى، ويقع كل منهما في غرام حبيبة الآخر وتستمر الأحداث.

## البطولة
| - خالد أبو النجا: سليم (المواطن) - صلاح عبد الله: فتحي عبد الغفور (المخبر) - شعبان عبد الرحيم: شريف المرجوشي (الحرامى) - هند صبري: حياة | - رولا محمود: مديحة (زوجة الحرامى) - أحمد كمال: ضابط المباحث - منحة زيتون: زوجة المخبر | - طارق أبو السعود: الراوي - نور قدرى: درة ابنه المواطن - رامي مكرم: وائل ابن الحرامي |

## فريق العمل
| - الشركة العربية للانتاج والتوزيع السينمائي - إنتاج: ديوجين للانتاج الفني - مؤلف: داود عبد السيد - كلمات الأغنية: إسلام خليل - تلحين: شعبان عبد الرحيم | - منتج فني إيهاب أيوب - الأشراف الفني والديكزر: أنسي أبو سيف - مهندس الصوت: أحمد جابر - الألحان والموسيقى التصويرية: راجح داوود - مونتير: منى ربيع | - مصور: سمير بهزان - مخرج: داود عبد السيد - مخرج مساعد: لمياء عادل - الراوي: طارق أبو السعود |

## روابط خارجية
- مواطن ومخبر وحرامي على موقع IMDb (الإنجليزية)
- مواطن ومخبر وحرامي على موقع روتن توميتوز (الإنجليزية)
- مواطن ومخبر وحرامي على موقع الدهليز
- مواطن ومخبر وحرامي على موقع قاعدة بيانات الأفلام العربية
- مواطن ومخبر وحرامي على موقع ألو سيني (الفرنسية)
- مواطن ومخبر وحرامي على موقع أول موفي (الإنجليزية)
- مواطن ومخبر وحرامي على موقع قاعدة بيانات الفيلم (الإنجليزية)
- مواطن ومخبر وحرامي على موقع ليتربوكسد (الإنجليزية)
- مواطن ومخبر وحرامي على موقع كينوبويسك (الروسية)